# تانيا بيكيت
تانيا بيكيت (بالإنجليزية: Tanya Beckett)‏ هي صحفية وكيميائية ومقدمة تلفزيونية ومذيعة أخبار بريطانية، ولدت في 20 يوليو 1966 في إنجلترا في المملكة المتحدة.

## وصلات خارجية
- تانيا بيكيت على موقع IMDb (الإنجليزية)